# Bryan Richardson
Bryan Richardson (New York, 1 juni 2002) is een Nederlands-Amerikaans voetballer die als middenvelder voor FC Dordrecht speelt.

## Carrière
Bryan Richardson speelde in de jeugd van Sparta Rotterdam en FC Dordrecht. Hij debuteerde voor FC Dordrecht op 6 september 2020, in de met 2-1 verloren uitwedstrijd tegen FC Den Bosch. Hij kwam in de 90e minuut in het veld voor Nikki Baggerman. In januari 2022 ging hij naar het Griekse AO Porou dat uitkomt in de Gamma Ethniki.

### Statistieken
| Seizoen                       | Club           | Land           | Competitie     | Competitie | Competitie | Beker | Beker | Totaal | Totaal |
| Seizoen                       | Club           | Land           | Competitie     | Wed.       | Dlp.       | Wed.  | Dlp.  | Wed.   | Dlp.   |
| ----------------------------- | -------------- | -------------- | -------------- | ---------- | ---------- | ----- | ----- | ------ | ------ |
| 2020/21                       | FC Dordrecht   | Nederland      | Eerste divisie | 3          | 0          | 0     | 0     | 3      | 0      |
| Carrièretotaal                | Carrièretotaal | Carrièretotaal | Carrièretotaal | 3          | 0          | 0     | 0     | 3      | 0      |
| Bijgewerkt op 12 oktober 2020 |                |                |                |            |            |       |       |        |        |